# Joint Direct Attack Munition

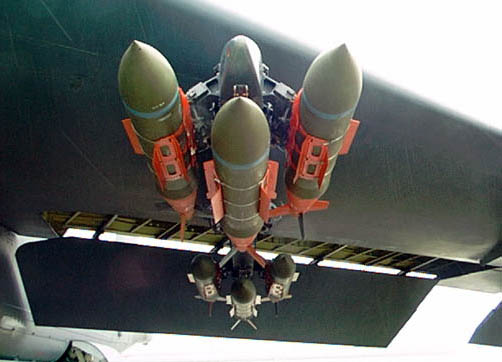
JDAM's geladen onder de vleugel van een B-52H Stratofortress

De Joint Direct Attack Munition (JDAM) is een GPS-geleid wapen van de United States Armed Forces.

## JDAM (GBU-31)
De JDAM staat bekend onder de code GBU-31 en is er in twee soorten: het aanpassingspakket dat voor al bestaande bommen kan worden gebruikt en de complete bom. Het wapen is zeer precies ongeacht het weer en is relatief goedkoop (40.000 USD voor de complete bom en 18.000 USD voor het aanpassingspakket). De United States Armed Forces (United States Army, United States Navy en United States Air Force hebben 2500 complete bommen en 1000 aanpassingspakketten besteld bij de producent McDonnell Douglas.

## Hoe werkt de JDAM
De JDAM is een GPS-geleide bom. De coördinaten van het doel worden van tevoren ingevoerd in de bom, waarna de bom tot op 3 meter nauwkeurig Circular Error Probable van die coördinaten valt, ongeacht het weer (waar lasergeleide bommen helder weer moeten hebben). De besturing van de bom wordt gedaan met GPS door drie vinnen op de achterkant van de bom. Het bereik van de bom is 28 km.
Een groot voordeel van de JDAM boven andere GPS-geleide bommen is dat het ook bewegende doelen kan raken. Dat komt doordat de GPS onderweg bijgesteld kan worden. De zender/ontvanger van de bom zit in de staart (dus bovenop) waardoor de bom moeilijk te storen is door GPS-stoorsystemen.
De bom kan van zeer grote hoogte afgeworpen worden maar ook van betrekkelijk kleine hoogtes. De complete versie is er in vier verschillende uitvoeringen: 250 pond (zachte bewegende objecten: jeeps, vrachtwagens enz.); 500 pond (harde bewegende objecten: tanks), 1000 pond (zachte niet-bewegende objecten: tentenkampen, niet verstevigde gebouwen enz.) en als klapstuk 2000 pond (harde niet-bewegende objecten: bunkers enz.)

## Geschiedenis van de JDAM
De JDAM werd ontwikkeld door McDonnell Douglas en werd voor het eerst getest op 2 april 1997. De United States Air Force had een goedkope en precieze bom nodig naast het kruisvluchtwapen (100.000 USD per stuk) en de lasergeleide bom werkt alleen als de lucht helder is. GPS-bommen bestonden al, maar werden makkelijk gestoord en konden alleen gebouwen raken.
In januari 2001 nam het Amerikaanse leger de bom in gebruik. McDonnell Douglas kreeg een beloning van 5,5 miljoen USD van het Amerikaanse leger voor het goede werk en het leger plaatste gelijk een order van 2500 bommen en 1000 pakketten.

## Gebruik van JDAM
De JDAM wordt het meest gebruikt door de luchtmacht. Meestal hangen die bommen onder een B-52 Stratofortress die op grote hoogte boven het slagveld gaat hangen en die dan op het juiste moment de bom afgooit en wegvliegt (fire and forget). De bom past ook onder verschillende jachtvliegtuigen zoals de F-15 Eagle, F-16 Fighting Falcon, F/A-18 Hornet, F-22 Raptor en in de B-2 Spirit-stealth bommenwerper.